# محمد عودة (لاعب كرة قدم)
محمد عودة، لاعب كرة قدم كويتي سابق.
يلعب مع نادي الصليبيخات، وفي موسم 2007/2008 حصل على لقب هداف دوري الدرجة الأولى برصيد 8 أهداف.